# Fixatie (psycholinguïstiek)
Een fixatie (in de psycholinguïstiek) is een tijdelijk gecontroleerd bevriezen van het blikveld in de oogmotoriek. Bij het lezen verspringt het oog van woord naar woord, hierbij variërend tussen saccades, regressies en fixaties. Een gemiddelde fixatie op een woord(deel) duurt zo'n 200 à 250 millisecondes, en een saccade zo'n 20 à 60 millisecondes.
Volgens de visuele controlehypothese duurt de fixatie net zo lang tot het oog zich heeft scherp gesteld op het beoogde, dit vervolgens geprojecteerd heeft op de fovea (het brandpunt van de retina), dit doorstuurt naar de hersenen en verwerkt. Daarna volgt een oogsprong naar het volgende woord.
De postfixatieverwerkingstheorie daarentegen stelt dat het de hersenen continu de moeilijkheidsgraad van een tekst inschatten en de leessnelheid online aanpassen. De verwerking van het gelezene gebeurt niet onmiddellijk maar door middel van het kortetermijngeheugen, zodat een volgende woord al kan gelezen worden terwijl de hersenen nog bezig zijn met de verwerking van het vorige.